# Marsaglia
Marsaglia je italská obec v oblasti Piemont, provincii Cuneo. K 31. prosinci 2010 měla 277 obyvatel.
Sousedí s obcemi Clavesana, Rocca Cigliè, Castellino Tanaro, Igliano a Murazzano.